# Фонченко, Василий Николаевич
Василий Николаевич Фонченко (1887 — 1966) — русский рабочий-железнодорожник, большевик, революционер, советский политический деятель. Участник Октябрьского вооружённого восстания 1917 года в Москве. Брат Зосимы Фонченко.

## Биография

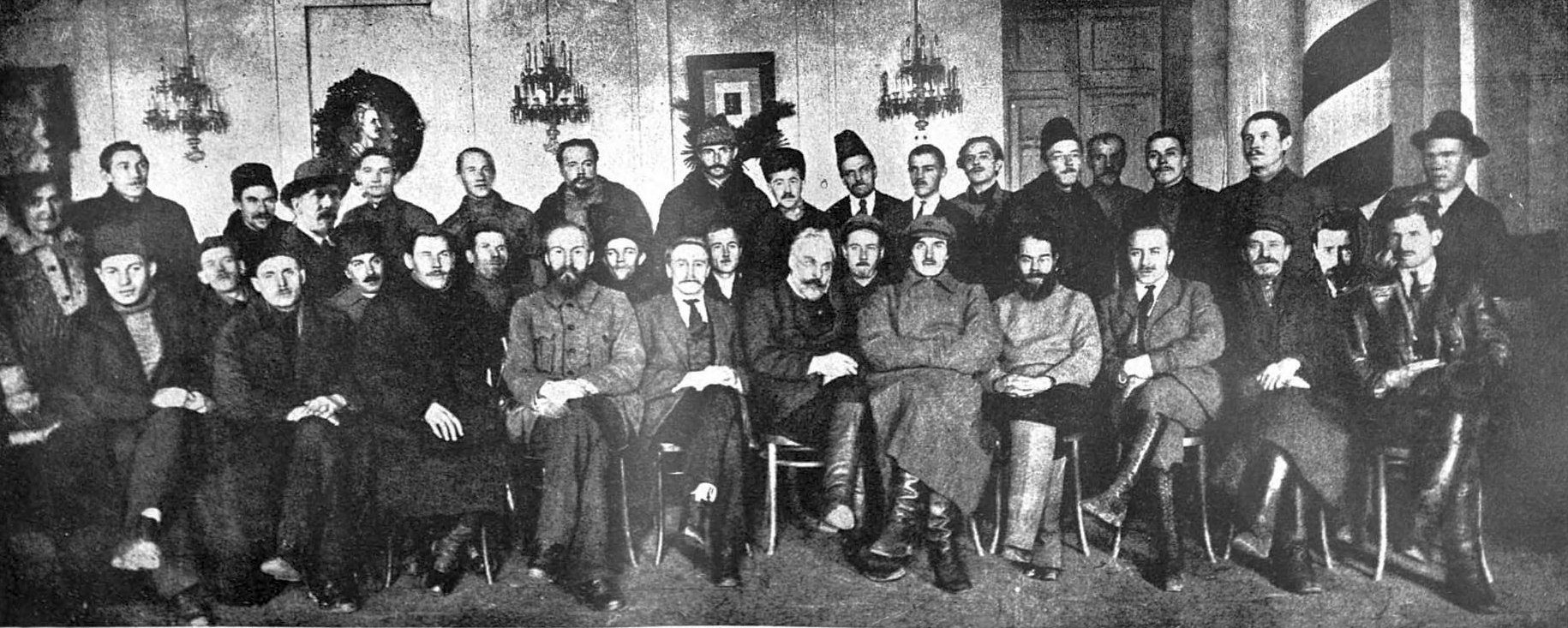
Группа членов Исполкома первого созыва Моссовета после Октябрьской революции.
Сидят (слева направо): 1) Игнатов, 2) Ратехин, 3) Корзинов, 4) Розенгольц, 5) Пискарёв, 6) Сальников, 7) Ангарский, 8) Борщевский, 9) Фельдман, 10) Каныгин, 11) Смидович, 12) Горкунов, 13) Сахаров, 14) Рогов, 15) Лисицин, 16) Радзивиллов, 17) Ногин, 18) Певунов.
Стоят (слева направо): 1) Темкина, 2) Илюшин, 3) Меркулов, 4) Рыков, 5) Заморёнов, 6) Будзыньский, 7) Обух, 8) Смирнов, 9) Савин, 10) Семашко, 11) Исаев, 12) Вознесенский, 13) Буровцев, 14) Белорусов, 15) Желтов, 16) Булочнинов, 17) Фонченко.

Василий Фонченко родился в 1887 гоу в семье железнодорожника в Брянске. Начал работать в десятилетнем возрасте и всю жизнь проработал в железнодорожной отрасли. С 1906 года работал в Москве слесарем на железнодорожном транспорте. В 1914 году стал членом Коммунистической партии. Всесте с братом Зосимой занимался революционной деятельностью, был членом марксистского кружка паровозного депо Брянского вокзала (ныне Киевского). После Февральской революции 1917 года организовал в паровозном депо и вагонных мастерских Брянского вокзала ячейку РСДРП(б), был её секретарём. Занимался организацией Красной гвардии. В октябре 1917 года стал председателем Военно-революционного комитета Дорогомиловского подрайона Хамовническо-Дорогомиловского района. Во время Октябрьского вооружённого восстания руководил обороной Брянского вокзала и штурмом 5-й Московской школы прапорщиков (в районе Смоленского рынка). 
В 1920 году подписал в числе 17 видных московских партийцев платформу по «партийному строительству» группы Игнатова.
После установления советской власти занимался профсоюзной работой, избирался депутатом Моссовета. В последние годы занимался партийной и хозяйственной работой.

## Память
29 октября 1971 года в честь Василия и Зосимы Фонченко получила название улица Братьев Фонченко в московском районе Дорогомилово.